# 格伦代夫 (蒙大拿州)
格倫代夫（英語：Glendive）位于美国蒙大拿州中部，是道森县的县治所在，根据美国人口调查局2000年统计，共有人口4,729人，其中白人占97.38、美国土著占1.21%。